# David Bloor
David Bloor (Derby, 1942) es un catedrático y exdirector de la Unidad de Estudios de la Ciencia de la Universidad de Edimburgo, Escocia.
Comenzó su carrera académica en el estudio de la filosofía y psicología. En los años 1970, él y Barry Barnes fueron las principales figuras del llamado "Programa fuerte en sociología de las ciencias" (también traducido como "Programa radical en sociología de las ciencias"), que sustentaba posiciones contrarias al positivismo en ciencia, atribuyendo esta posición a la "Escuela de Edimburgo". Su libro ‘Knowledge and Social Imagery’ (Routledge, 1976) es uno de los marcos de referencia del programa fuerte.
Bloor escribió mucho sobre el debate Kuhn/Popper, y es una figura importante en la sociología de la ciencia. En los años 1980, cuando teóricos franceses como Bruno Latour desarrollaron la teoría actor-red (basada en parte en el programa fuerte), David Bloor mostró un fuerte desacuerdo con sus fundamentos, argumentando ser un error tratar humanos y no-humanos como entes dotados igualmente de la facultad de actuar como agentes en el mundo. Bloor llegó al punto de escribir un artículo llamado “Anti-Latour”, que calentó el debate ya de por sí agitado, entre las corrientes contemporáneas de la sociología de la ciencia.